# Colposphodrus
Colposphodrus is een geslacht van kevers uit de familie van de loopkevers (Carabidae). De wetenschappelijke naam van het geslacht is voor het eerst geldig gepubliceerd in 1953 door Jedlicka.

## Soorten
Het geslacht Colposphodrus is monotypisch en omvat slechts de volgende soort:
- Colposphodrus mirandus Jedlicka, 1940